# ميديلباد
ميديلباد () مقاطعة سويدية تاريخية تقع شمالي السويد. وتحد كل من هالسنغلاند، هريدالن، جيمتلاند، أونغيرمانلاند وخليج بوثنيه.
هذه المقاطعة هي جزء من نورلند، وبذا تعتبر جزء من المنطقة الشمالية في السويد، على الرغم من أنها جغرافياً تقع وسط السويد. وهذا ما يشير إليه الاسم (ميديلباد = الأرض الوسطى)، لكن الاسم فعلياً يعكس حقيقة أن معظم المقاطعة تقع بين نهر ليونغان ونهر إندالسيلفين.